# Rousettus leschenaultii
Rousettus leschenaultii — вид рукокрилих, родини Криланових.

## Поширення, поведінка
Країни поширення: Бангладеш, Бутан, Камбоджа, Китай, Індія, Індонезія, Лаос, Малайзія, М'янма, Непал, Пакистан, Шрі-Ланка, Таїланд, В'єтнам у діапазоні висот від рівня моря до висоти 1140 м над рівнем моря. Цей вид зустрічається в різних місцях проживання, від вологих тропічних лісів до міського середовища. Утворює колонії від кількох до кількох тисяч осіб, лаштуючи сідала в печерах, старих і зруйнованих будівлях, фортецях та занедбаних тунелях. Харчується фруктами і квітами. Є два цикли розмноження в рік, коли народжується одне дитинча.